# Mary Wurm

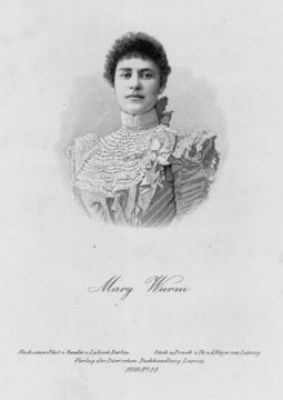
Mary Wurm

Mary J. A. Wurm (18 mei 1860 in Southampton - 21 januari 1938 in München) was een Engels pianist en componist.

## Leven en carrière
Mary Wurm werd geboren in Engeland. Ze was de zus van musici Alice Verne-Bredt, Mathilde Verne en Adela Verne. Als kind woonde Wurm in Stuttgart. Later verhuisde ze naar Londen. Ze studeerde piano bij Clara Schumann en compositie bij Charles Villiers Stanford. Wurm bouwde een grote reputatie op als pianist. In 1898 richtte ze een vrouwenorkest op in Berlijn, welke ze eveneens dirigeerde.
In 1914 publiceerde Wurm een Practical Preschool collectie te Hannover. Deze educatieve bundel was bedoeld voor muziekpedagoge Elisabeth Caland.

## Werkselectie
- Mag auch heiss das Scheiden brennen
- Christkindleins Wiegenlied aus des Knaben Wunderhorn (Tekst: Des Knaben Wunderhorn)
- Wiegenlied im Sommer (Tekst: Robert Reinick)